# Nguyễn Trường Tộ
Nguyễn Trường Tộ (chữ Hán: 阮長祚, 1830? – 1871), còn được gọi là Thầy Lân, là một danh sĩ, kiến trúc sư, và là nhà cải cách xã hội Việt Nam ở thế kỷ 19.

## Thân thế và sự nghiệp
Ông sinh ra trong một gia đình theo Công giáo Rôma từ nhiều đời tại làng Bùi Chu (xã Hưng Trung), huyện Hưng Nguyên, tỉnh Nghệ An.
Cha ông là Nguyễn Quốc Thư, một thầy thuốc Đông y, nhưng mất sớm.

### Những năm học tập
Thuở thiếu thời, Nguyễn Trường Tộ học chữ Hán với cha và các thầy ở trong vùng như Tú Giai ở Bùi Ngọa, Cống Hữu ở Kim Khê và quan huyện Địa Linh về hưu ở Tân Lộc (huyện Lộc Hà, Hà Tĩnh). Ông thông minh, học giỏi nên được truyền tụng là "Trạng Tộ".
Sau khi thôi học, ông mở trường dạy chữ Hán tại nhà, rồi được mời dạy chữ Hán trong Nhà chung Xã Đoài (nay là toà giám mục Xã Đoài thuộc xã Nghi Diên, huyện Nghi Lộc, tỉnh Nghệ An). Tại đây, ông được Giám mục người Pháp tên là Gauthier (tên Việt là Ngô Gia Hậu, về Xã Đoài nhận nhiệm vụ từ năm 1846) dạy cho học tiếng Pháp và giúp ông có một số hiểu biết về các môn khoa học thường thức của phương Tây.
Cuối năm 1858, ông đi cùng Giám mục Gauthier vào Đà Nẵng tránh nạn "phân tháp" (sáp nhập hai ba gia đình Công giáo vào trong một làng không Công giáo, chứ không cho ở tập trung như trước).
Đầu năm 1859, Giám mục Gauthier đưa ông sang Hương Cảng (Hồng Kông) và một số nơi khác...

### Làm phiên dịch cho quân Pháp
Đầu tháng 2 năm 1861, sau khi chiến tranh ở Ý và ở Trung Quốc kết thúc, Đô đốc Léonard Charner được lệnh gom quân ở Trung Quốc đem về Sài Gòn mở rộng vùng chiếm đóng. Với quyết tâm này, Charner đã thuyết phục được một số giáo sĩ Pháp đang lánh nạn ở Hồng Kông, trong số đó có Giám mục Gauthier, về Sài Gòn cộng tác. Nhận lời, Giám mục Gauthier dẫn Nguyễn Trường Tộ cùng về với mình. Sau đó, ông Tộ nhận làm "từ dịch" (phiên dịch các tài liệu chữ Hán) cho thực dân Pháp.
Trong bài "Trần tình" (viết xong ngày 7 tháng 5 năm 1863), Nguyễn Trường Tộ phân trần rằng: lúc bắt đầu khởi hấn (đầu năm 1859, tức lúc quân Pháp chuẩn bị tấn công thành Gia Định), quân Pháp có mời ông cộng tác. Sau khi Đại đồn Chí Hòa thất thủ (tháng 2 năm 1861), ông thấy rằng phải tạm hòa theo đề nghị của Pháp, để dưỡng quân và củng cố lực lượng. Chính vì thế mà Nguyễn Trường Tộ đã nhận làm từ dịch cho Pháp để mong góp phần vào việc hòa đàm...
Ngày 29 tháng 11 năm 1861, Đô đốc Louis-Adolphe Bonard lên thay Đô đốc Léonard Charner, và ông này liền xua quân mở rộng cuộc chiến. Thấy vậy, Nguyễn Trường Tộ không trông mong gì ở cuộc "nghị hòa" nên xin thôi việc.

### Hết lòng vì đất nước
Sau khi thôi việc, Nguyễn Trường Tộ đã dồn hết tâm trí vào việc thảo kế hoạch giúp nước. Nhờ sự hiểu biết sâu rộng về các phương diện chính trị, kinh tế, văn hóa, khoa học kỹ thuật... nên đến đầu tháng 5 năm 1863 thì ông đã thảo xong ba bản điều trần gửi lên Triều đình Huế là "Tế cấp luận", "Giáo môn luận" và "Thiên hạ phân hợp đại thế luận".
Nhận thức được bối cảnh và khuynh hướng vận động chung của thế giới thời bấy giờ, Nguyễn Trường Tộ có những nhận định:
Ngày nay các nước phương Tây đã bao chiếm suốt từ Tây Nam cho đến Đông Bắc, toàn lãnh thổ châu Phi cho tới Thiên Phương, Thiên Trúc, Miến Điện, Xiêm La, Tô Môn Đáp Lạp, Trảo Oa, Lữ Tống, Cao Ly, Nhật Bản, Trung Quốc và các đảo ở ngoài biển, kể cả Tây châu, không đâu là không bị chẹn họng bám lưng. Nước Nga thì từ Tây Bắc đến Đông Nam gồm tất cả các nước Đại Uyển, Cốt Lợi Cán, Mông Cổ và các xứ ở Bắc Mãn Châu, không đâu là không chiếm đất và nô dịch dân những nơi đó. Ở trên lục địa, tất cả những chỗ nào có xe thuyền đi đến, con người đi qua, mặt trời, mặt trăng soi chiếu, sương mù thấm đọng thì người Âu đều đặt chân đến, như tằm ăn cá nuốt, ở đâu thuận với họ thì phúc, chỗ nào trái với họ thì họa; ai hòa với họ thì được yên, ai cự lại thì dùng binh lực giao tranh; trong thiên hạ không ai dám kháng cự lại họ.
Song tất cả đều không được phúc đáp. Đầu năm 1864 ông lại gửi cho đại thần Trần Tiễn Thành một bản điều trần nữa (hiện thất lạc) để thuyết phục Triều đình Huế nên tạm hòa với Pháp và mở rộng bang giao.
Trong thời gian phái bộ Phan Thanh Giản ở Pháp về Sài Gòn chờ tàu để đi Huế (từ ngày 18 đến 24 tháng 3 năm 1864), ông đã đến tiếp xúc với các chánh phó sứ để thảo luận nhiều vấn đề liên quan đến việc xây dựng và bảo vệ đất nước. Sau đó, ông viết "Lục lợi từ" (còn có tên "Dụ tài tế cấp bẩm từ", tháng 6 năm 1864) rồi gửi lên Triều đình, nhưng sau đó cũng không được phúc đáp. Ông đã viết bài tấu lên vua "Người da trắng nếu ta đối xử tốt với họ, họ cũng sẽ đối xử tốt với mình. Còn nếu không, họ sẽ chiếm nước ta thành thuộc địa, giống như người da đen". 
Trong quãng thời gian đó, năm 1862-1864, bằng sự hiểu biết của mình, ông đã thiết kế và chỉ đạo việc xây cất tu viện Dòng Thánh Phaolô Sài Gòn (nay ở số 4 đường Tôn Đức Thắng). Đây là một công trình kiến trúc theo kiểu châu Âu có quy mô và có giá trị bền vững cho đến tận ngày nay.
Thành công ấy đã làm cho tiếng tăm Nguyễn Trường Tộ lan rộng. Khoảng năm 1864, ông được người Anh mời sang dự một hội nghị khoa học ở Anh, nhưng bị họ Phạm ngăn cản không cho liên lạc với người Anh.
Khoảng cuối năm 1864 cho đến đầu năm 1865, Nguyễn Trường Tộ đã gửi liên tiếp một số văn bản gửi lên vua và triều đình. Ông nói rằng: "Những người phương Tây nếu được đối đãi tử tế cũng sẽ đối đãi tử tế với mình, còn nếu không họ sẽ chiếm làm thuộc địa giống như các nước ở châu Phi", nhưng chưa kịp gửi lên triều đình thì bị họ Phạm ngăn cản. Còn ba văn bản gởi cho ông Thành, thì có thể là các bài: "Góp ý về việc mua và đóng thuyền máy" (cuối 1864), "Góp ý về việc đào tạo người điều khiển và sửa chữa thuyền máy" (tháng 2 năm 1865) và "Khai hoang từ" (tháng 2, 1866).
Sau đó, Nguyễn Trường Tộ được triệu ra Huế để giải quyết vụ tàu London. Về vụ việc này, sách Đại Nam thực lục kể đại ý như sau: "Trước đây, Hoàng Văn Xưởng đi Hương Cảng có đặt mua tàu London. Không ngờ bị Phô Na (chủ hãng tàu) lừa dối, tàu đã cũ nát, chưa đi tới nơi thì đã bị sóng gió làm hư hại. Sau khi sửa chữa ở Gia Định, họ đưa tàu đến cửa Thuận An (Huế) bắt phải mua. Nhưng sau khi đệ trình lên cách giải quyết, thì không được thi hành nên ông có lẽ chán nản, và xin về Nghệ An (ngày 10 tháng 4 năm 1866). Trong bức thư gửi Trần Tiễn Thành (viết từ Nghệ An đề ngày 15 tháng 6 năm 1866), thì tâm trạng của ông lúc bấy giờ khá u uất. Một phần vì ông nóng lòng việc canh tân đất nước, một phần vì thấy vua và một số quan lại bảo thủ hãy còn nghi kỵ mình...
Mặc dù vậy, Nguyễn Trường Tộ vẫn không nản chí. Về tới Nghệ An, việc đầu tiên ông làm là viết thư cho Triều đình để báo tin về việc Giám mục Gauthier nhận lời đi Pháp để mua các thứ cần thiết về mở trường kỹ thuật ở Huế. Sau đó, ông được lệnh đi cùng Giám mục Gauthier ra Huế để chuẩn bị đi Pháp. Khi ấy là giữa tháng 8 năm 1866.
Trong khoảng 3 tháng ở quê nhà, ông giúp Tổng đốc Nghệ An Hoàng Tá Viêm đào kênh Sắt ở Hưng Nguyên. Truyện "Sự tích ông Nguyễn Trường Tộ" kể: 
Năm Tự Đức 19, Bính Dần (1866), ngũ nguyệt (tháng 5), Bộ sai quan Tổng đốc Nghệ An là Hoàng Tá Viêm ra đào Kênh Sắt... Người viết thư cậy ông Tộ đi khám xem hình đất, thế đất, chỉ lối cho mà đào... Kênh hoàn thành, ông Tộ có làm bài thơ mừng Kênh Sắt.
Ngày 17 tháng 8 năm 1866, Nguyễn Trường Tộ cùng với Giám mục Gauthier và Linh mục Nguyễn Điều tới Huế. Lần này, Nguyễn Trường Tộ được vua Tự Đức tiếp kiến ở nhà Tả Vu trong Tử Cấm thành (Huế), được hỏi han nhiều điều, và được nhà vua nghe theo.
Ngày 15 tháng 9 năm đó, phái đoàn Giám mục Gauthier và Nguyễn Trường Tộ đi tàu của nhà vua vào Sài Gòn, và ở đó chờ tàu. Trong thời gian lưu lại, hai ông đã có những cuộc tiếp xúc với Đô đốc La Grandière và Lãnh sự Tây Ban Nha để nắm tình hình theo yêu cầu của Triều đình. Sau đó, Nguyễn Trường Tộ đã có sáu bản báo cáo gởi về Huế. Qua các văn bản này, ông trình bày cho Triều đình thấy là có một khác nhau giữa ý đồ của Pháp soái (tức Đô đốc La Grandière) ở Sài Gòn và chính sách của chính phủ ở Pháp. Pháp soái thì muốn bằng mọi cách thôn tính hoàn toàn sáu tỉnh Nam Kỳ và áp đặt trên phần đất còn lại của Việt Nam một hiệp ước bảo hộ; trong khi ấy ở chính quốc, thì có nhiều dư luận chống đối các cuộc phiêu lưu quân sự ở các vùng đất xa xôi...
Ngày 10 tháng 1 năm 1867, phái đoàn đáp tàu L’Orne đi Pháp. Trong 8 tháng ở đây, họ đã mua sách vở, dụng cụ, máy móc... để lập trường học kỹ thuật ở Huế. Ngoài ra, Giám mục Gauthier cũng đã tới Bộ Ngoại giao Pháp, Bộ Hàng hải và Thuộc địa Pháp để xin tài trợ cho các chương trình của mình; đồng thời tiếp xúc với một số thương gia và kỹ nghệ gia người Pháp. Ngày 25 tháng 11 năm 1867, phái đoàn trở về Việt Nam.
Theo Linh mục Trương Bá Cần (tác giả sách Nguyễn Trường Tộ: Con người và di thảo), thì có lẽ Nguyễn Trường Tộ đã theo Giám mục Gauthier sang Rôma (Ý), rồi được vào chầu Giáo hoàng Piô IX nhân chuyến đi này.
Ngày 29 tháng 2 năm 1868, phái đoàn Giám mục Gauthier và Nguyễn Trường Tộ về tới Huế. Cùng theo về còn có hai Linh mục, một giáo dân (bác sĩ Hemaiz) và một người thợ máy (tất cả đều là người Pháp, và đều do Giám mục Gauthier vận động được). Sau khi xem xét các thứ mua về cho trường học và các thứ mà Bộ Hàng hải Pháp gửi tặng, vua Tự Đức cho phép Giám mục Sohier được xây trường học kỹ thuật trên mảnh đất đã đề nghị (nằm giữa nhà thờ Kim Long và Tòa Giám mục Huế)... Theo tờ tấu của Viện Cơ mật đề ngày 4 tháng 3 năm 1868, thì sau đó các thành viên trong đoàn đều được nhà vua ban thưởng tiền và lụa...
Đi Pháp về, trong thời gian từ cuối tháng 2 cho tới cuối tháng 4 năm 1868, Nguyễn Trường Tộ đã gởi cho Triều đình ít nhất là 9 văn bản. Ngoài văn bản đầu tiên (sau khi về tới Huế), nói về việc mở trường và phát triển đất nước, hầu hết các văn bản khác đều xoay chung quanh vấn đề sứ bộ đi Pháp. Bởi Triều đình vua Tự Đức lúc bấy giờ chỉ quan tâm tới việc làm sao lấy lại được 6 tỉnh Nam Kỳ đã mất vào tay Pháp. Sau những cuộc thương thuyết không thành công giữa Trần Tiễn Thành và Đô đốc Lagrandière tại Sài Gòn cuối tháng 1 năm 1868, vua Tự Đức nhất định cử một phái bộ sang Pháp để điều đình với chính phủ Pháp. Đối với vấn đề quan trọng này, quan điểm trước sau như một của Nguyễn Trường Tộ là phải tự lực tự cường để lấy lại phần đất đã mất, chứ không thể van xin nài nỉ. Tuy nhiên, ông vẫn sẵn sàng đi theo sứ bộ và đã có những kiến nghị rất cụ thể cho chuyến đi.
Khoảng giữa tháng 3 năm 1868, Nguyễn Trường Tộ được cấp phát ngựa và chi phí về Nghệ An thăm mẹ già trước lúc lên đường sang Pháp. Tuy nhiên, sau khi trở lại Huế, ông đổi ý, kiến nghị với Triều đình là không nên sai sứ bộ sang Pháp điều đình mà chỉ nên gởi sứ bộ vào Sài Gòn thương thuyết.
Việc đi Pháp vì thế phải đình hoãn không thời hạn. Ngày 18 tháng 4 năm 1868, Bộ Lễ lại cấp phép cho Nguyễn Trường Tộ trở về Nghệ An. Trước đó, ngày 7 tháng 4 năm 1868, Giám mục Gauthier cũng đã lên đường trở về Xã Đoài vì thấy việc mở trường kỹ thuật không được nói tới nữa.
Về lại Nghệ An, Nguyễn Trường Tộ bắt tay vào việc vận động dân vùng Xuân Mỹ (Nghệ An) thường xuyên bị úng lụt đến nơi ở mới, đồng thời xây cất Nhà Chung Xã Đoài. Trong những năm này, ông vẫn đều đặn gửi lên triều đình Huế các bản điều trần về thời sự.
Tháng 10 (âm lịch) năm Tự Đức thứ 23 (1870), Nguyễn Trường Tộ gửi thư lên Triều đình đề nghị lập lãnh sự ở Sài Gòn và sứ quán ở Pháp để nắm tình hình. Đầu tháng 11 năm đó, ông lại xin được vào Nam tổ chức đánh úp quân Pháp để thu hồi 6 tỉnh Nam Kỳ, nhân lúc Pháp đang thua Phổ (Đức) và Cách mạng Pháp đang nổi dậy.
Ngày 28 tháng 12 năm 1870, trong bản tấu của Viện Cơ mật dâng lên vua Tự Đức có đoạn:
..."Bọn thần tuân phụng xét duyệt các khoản mật trần của Nguyễn Trường Tộ thấy y cũng có lòng với ta và chính lúc này là lúc có thể thừa cơ hội được. Ý kiến của bọn thần cũng đồng với các lý lẽ của thần Trần Tiễn Thành tâu xin. Nhưng xét vì đây là việc quân quốc trọng sự cần phải bàn thảo kín đáo kỹ lưỡng mới bảo đảm không nguy hiểm trở ngại sau này. Nay bọn thần chưa giáp mặt y bàn tính mà đã nội giao cho y qua các nước thám sát những việc cần phải làm, lỡ ra có chỗ nào chưa được chu đáo, sợ sẽ sinh trở ngại. Vậy xin cho Bộ Lễ lấy lý do phái đem người qua Tây học tập, khẩn tư cho tỉnh thần Nghệ An lập tức cấp ngựa, sức y lên kinh ngay để bọn thần ở Viện Cơ mật và Tòa Thương Bạc đối diện hỏi bọn y xem suy tính cơ nghi như thế nào cho được chu thỏa. Bọn thần sẽ suy nghĩ chín chắn đôi ba lần và phúc tâu đầy đủ. Vậy dám xin có lời tâu bày, đợi chỉ tuân hành."
Đầu năm 1871, ông nhận được lệnh cấp tốc ra Huế với lý do "đưa học sinh đi Pháp", nhưng kỳ thực là để bàn bạc với vua Tự Đức về phương lược quân sự và ngoại giao mà ông đã trình bày trong các văn bản gởi cho Triều đình cuối năm 1870. Nhưng Triều đình Huế bàn đi tính lại mà không đi đến được một quyết định nào: Sứ bộ không được cử đi các nước, kế hoạch đánh úp Pháp để thu hồi 6 tỉnh ở Nam Kỳ cũng không được thực hiện...

### Qua đời
Sau mấy tháng ở Huế, có thể là vì không có việc gì để làm, hoặc có thể vì bệnh cũ tái phát, Nguyễn Trường Tộ đã xin phép trở về Xã Đoài (Nghệ An). Đến ngày 22 tháng 11 năm 1871 thì ông đột ngột từ trần. Lúc ấy, ông chỉ mới 41 tuổi.
Con ông là Nguyễn Trường Cửu, trong Sự tích ông Nguyễn Trường Tộ chỉ nói ngắn gọn rằng: "Qua năm sau, Tự Đức năm 24 (1871), ngày 10 tháng 10, ông Tộ làm câu thơ rằng: "Nhất thất túc thành thiên cổ hận / Tái hồi đầu thị bách niên cơ" (Một kiếp sa chân, muôn kiếp hận /
Ngoảnh đầu cơ nghiệp ấy trăm năm) đoạn thì qua đời. Thọ 41 tuổi".
Nhiều chứng cứ cho thấy ông mất vì bệnh xuất huyết bao tử. Riêng Giám mục Gauthier cho rằng ông bị đầu độc. Trong một thư đề ngày 1 tháng 11 năm 1871, vị Giám mục này viết: "Người Giáo hữu Việt Nam mà tôi đem theo năm 1867 và người ta gọi là Kiến trúc sư (...) đã là nạn nhân của một âm mưu đầu độc".
Sau khi qua đời, di hài của ông được an táng tại thôn Bùi Chu (nay ở xóm 1, làng Bùi Chu, xã Hưng Trung, huyện Hưng Nguyên, tỉnh Nghệ An). Ban đầu, phần mộ của ông chỉ là một nấm mộ đất thấp, tại một bãi đá mài bên sông của làng Bùi Chu. Sau được cải táng về phía tây, trên một gò đất cao giữa khu đất bằng phẳng, gần đường chính, cách vị trí mộ cũ khoảng 300 m. Năm 1943, giáo sư Từ Ngọc Nguyễn Lân đã đứng ra tổ chức, kêu gọi các cá nhân, tổ chức đóng góp công của để xây dựng lăng mộ cho Nguyễn Trường Tộ. Bản thân giáo sư Nguyễn Lân đã gửi số tiền 133 đồng cho linh mục địa phận Xã Đoài là Laygue để xây lại mộ Nguyễn Trường Tộ. Trong đó bao gồm 110 đồng là tiền bán 900 quyển "Nguyễn Trường Tộ" của ông, còn 23 đồng là tiền của những người bạn của giáo sư đóng góp vào. Nhờ đó ngôi mộ của Nguyễn Trường Tộ được xây lại bằng đá cẩm thạch Thanh Hóa cùng với những họa tiết tương đối hoàn chỉnh. Ngày 21 tháng 1 năm 1992, Bộ Văn hóa đã xếp hạng di tích cấp quốc gia. Năm 1996 huyện Hưng Nguyên đã đầu tư kinh phí xây dựng, nâng cấp khu di tích với diện tích 1.062 m², gồm 2 phần: phần mộ và phần vườn mộ, xung quanh được xây hàng rào bảo vệ, bên trong trồng hoa và cây cảnh, trở thành một khu lăng mộ hoàn chỉnh.

### Vợ, con
Không biết chắc Nguyễn Trường Tộ đã lập gia đình lúc nào. Có thể là trong khoảng thời gian ông trở về Nghệ An, sau khi các dự án canh tân của ông gởi vua Tự Đức bị chống đối nên bị bỏ dở (sau tháng 4 năm 1868). Con ông gồm một trai, một gái. Người con gái lấy chồng ở một làng kế cận. Người con trai là Nguyễn Trường Cửu (ông mất khi Trường Cửu mới được 18 tháng), có tư chất thông minh, được học hành, thường được gọi là "Đồ Cửu". Ông Cửu mất vào khoảng năm 1942, và đã để lại tác phẩm Sự tích ông Nguyễn Trường Tộ.

## Tác phẩm
Kể từ khi về nước (khoảng 1861) cho đến năm cuối đời (1871), Nguyễn Trường Tộ đã đều đặn gửi lên vua Tự Đức và triều đình Huế các bản điều trần và phúc trình về thời sự. Đáng chú ý có:
- Hòa từ (Bàn về hòa) gửi tướng Nguyễn Bá Nghi (1861)
- Tế cấp luận (Bàn về những việc khẩn cấp, tháng 3 - 4 năm 1863, hiện chưa tìm thấy)
- Giáo môn luận (Bàn về việc tự do tôn giáo, 26 tháng 3 năm 1863)
- Thiên hạ phân hợp đại thế luận (Bàn về những thế lớn phân và hợp trong thiên hạ). Đây là bài "Hòa từ" được sửa chữa lại (1863)
- Điều trần (7 tháng 5 năm 1863)
- Lục lợi từ (Kế hoạch làm cho dân giàu, tháng 6 năm 1864)
- Khai hoang từ (Bàn về việc khai hoang, tháng 2 năm 1865)
- Điều trần khả năng lấy lại ba tỉnh miền Đông [Nam Kỳ] (1866)
- Kế hoạch vận động ở Pháp để giữ ba tỉnh miền Tây [Nam Kỳ] (1866)
- Báo cáo về việc gặp viên Lãnh sự Tây Ban Nha (1866)
- Kế ly gián giữa Anh và Pháp (1866)
- Điều trần về hội nước ngoài (1866)
- Phúc trình về việc ký hợp đồng với các hội nước ngoài (gửi về khi sang Pháp năm 1867)
- Về tám điều cần bàn gấp (gửi về khi sang Pháp năm 1867)
- Điều trần về việc tiễu trần giặc biển (tháng 8 năm 1868)
- Điều trần về việc tái tu võ bị (1869)
- Kế hoạch nội công ngoại kích thu hồi sáu tỉnh Nam Kỳ (tháng 11 năm 1870)
- Bổ sung kế hoạch sai sứ đi Tây và đánh úp Gia Định (tháng 11 năm 1870)
- Bàn về việc cho Pháp thông thương để đổi lại sáu tỉnh (tháng 2 năm 1871)
- Kế hoạch thương nghị với Pháp và vận động sự giúp đỡ của các nước khác (tháng 2 năm 1871)
- Kế hoạch vay tiền để dùng vào việc binh (tháng 2 năm 1871)
- Về việc gửi học sinh sang Singapore học sinh ngữ (tháng 2 năm 1871)
- Về việc nhờ Giám mục Hòa giúp lấy lại 6 tỉnh (tháng 3 năm 1871)
- Tu võ bị (bàn về việc chỉnh đốn quân đội và quốc phòng, tháng 5 năm 1871)
- Về việc cần canh tân, quảng giao để giữ nước (tháng 8 năm 1871)
- Về việc nông chính (tháng 8 năm 1871), v.v...

Ngoài ra, Nguyễn Trường Tộ còn để lại một số di cảo thơ.

## Tóm tắt nội dung các bản điều trần
Nguyễn Trường Tộ đã liên tiếp gửi lên triều đình Huế 30 bản điều trần (theo tập hợp của Linh mục Trương Bá Cần) đề xuất canh tân xây dựng đất nước. Nội dung các bản điều trần đề cập đủ mọi lĩnh vực. Tóm tắt các mặt chủ yếu:
- Về chính trị:

Ông trình bày những chiến lược cơ bản, về những thế lớn phân và hợp trong thiên hạ ("Thiên hạ phân hợp đại thế luận", 1863) và đề xuất "Kế ly gián giữa Anh và Pháp" (1866). Không hề ảo tưởng về dã tâm của thực dân Pháp, nhưng ông rất sáng suốt chủ trương tạm hòa hoãn với Pháp, gợi ý với nhà vua về lợi ích lớn của việc "Mở rộng quan hệ với Pháp và các nước khác" (1871)...
- Về nội chính:

Ông đề nghị triều đình tinh giản bộ máy chính quyền để đỡ hao tốn công quỹ, xác định rõ chức năng công việc của từng loại quan lại để khỏi phải có rất nhiều người ăn lương mà không biết làm gì. Mặt khác, nên có chính sách đối với những nho sinh để họ không thể dựa vào chút chữ nghĩa, trốn tránh nghĩa vụ đối với nước nhà. Ngoài ra, muốn cho đội ngũ viên chức giữ được thanh liêm thì phải tạo điều kiện cho họ làm giàu chính đáng...
- Về tài chính:

Ông đề nghị sắp đặt lại hệ thống thuế khóa cho thật công bằng hợp lý. Muốn thế phải đo đạc lại ruộng đất, kê khai nhân khẩu, tăng thuế người giàu và hàng xa xỉ ngoại nhập, đánh thuế thật nặng vào những tệ nạn như cờ bạc, rượu chè,... Ngoài ra, còn phải khuyến khích nhà giàu bỏ tiền ra cho vay, và vay tiền của nước ngoài...
- Về kinh tế:

Ông đề nghị chấn hưng "nông, công, thương nghiệp" để làm cho dân giàu nước thịnh, bằng những hành động cụ thể như: tổ chức khai hoang, bảo vệ rừng, thành lập các đoàn tàu đem hàng nông sản đi bán, cử người thăm dò tài nguyên, khai thác mỏ, thành lập các cơ sở sản xuất công nghệ và đào tạo thợ kỹ thuật…Và để nền kinh tế cả nước có thể giao thông dễ dàng, thì phải chú ý đến việc làm mới và tu bổ đường bộ và đường thủy....
- Về học thuật:

Ông đề nghị cải cách "việc học, việc thi" để chọn được nhân tài hữu ích. Không nên tiếp tục lối học "máy móc, tín điều" kiểu Trung Hoa. Đáng chú ý là việc ông đề nghị đem các môn khoa học vào trong chương trình học, nhất quyết phải dùng quốc văn (chữ Nôm) để dạy học và soạn sách, kể cả trong các giấy tờ hành chính...
- Về ngoại giao:

Ông chủ trương quan hệ mềm mỏng với Pháp, và không chỉ có Pháp mà còn phải đặt ngoại giao với nhiều nước khác như Anh, Tây Ban Nha... Phải biết lợi dụng mâu thuẫn giữa các nước này để có lợi cho mình. Phải đào tạo được các thông dịch viên giỏi công việc và tiếng nước ngoài...
- Về võ bị:

Ông đề nghị cải tu võ bị nhằm tăng chất lượng của quân đội, như tổ chức lại đội ngũ, cho quân lính được học tập các binh pháp mới, mua sắm tàu thuyền và vũ khí, xây dựng phòng tuyến cả ở thành thị lẫn nông thôn, đề phòng quân Pháp xâm lược lan ra cả nước...
Bên cạnh đó, ông còn đề nghị cải cách về các mặt khác như văn hóa, tôn giáo, bảo tồn di tích lịch sử, v.v... Tuy nhiên, phần lớn những đề nghị của ông đã không được triều đình nhà Nguyễn nghe theo do tầm nhìn hạn hẹp của họ và hạn chế của thời đại.

## Nhận xét
Giám mục Gauthier:
Tên Trường Tộ trước là linh mục. Từ khi thuyền Tây đến Gia Định thì phần nhiều kém đạo hạnh, lệch lạc ra ngoài phạm vi đạo trưởng, năng lui tới Tây soái tìm vui.

Vũ Ngự Chiêu, Tiến sĩ sử học:
...Cuộc đời Nguyễn Trường Tộ phần lớn gồm những mẩu truyền kể khó kiểm chứng... Điều có thể kiểm chứng là Nguyễn Trường Tộ từng theo hầu Giám mục Gauthier (Ngô Gia Hậu), người cai quản giáo phận Xã Đoài (Nghệ An). Chi tiết thứ hai là Nguyễn Trường Tộ đã theo Gauthier lưu lạc qua Hong Kong, rồi trở lại Sài-gòn năm 1861 trên hạm đội của Charner.
Theo GS. Nguyễn Huệ Chi thì:
Các bản điều trần của Nguyễn Trường Tộ đã nói lên rất rõ tấm lòng yêu nước thiết tha của ông. Ông tin tưởng vào triển vọng canh tân của Nhật Bản, đặt hết hy vọng vào thế hệ trẻ được đào tạo bằng thực nghiệp có thể làm mạnh thế nước... Tuy chưa có ý thức thay thế thể chế phong kiến bằng một thể chế dân chủ, bởi tình thế đất nước chưa có phép làm điều đó, nhưng tư tưởng của ông đã tiến rất gần các nhà tư tưởng tiến hóa luận của phương Tây. Có thể nói, ông đã gợi ra cho người lãnh đạo đất nước những cách nghĩ, cách nhìn cởi mở và táo bạo mà hàng thế kỷ về sau vẫn đáng để suy gẫm. Tóm lại, ông quả là một con người có trí thông minh, nhìn xa thấy rộng, có khả năng ứng dụng vào thực tế vốn liếng tri thức uyên bác cũng như những điều mình sở đắc. Tiếc thay, ông lại "sinh không gặp thời", do đó ông đã không thực sự đóng một vai trò nào trong lịch sử, ngoài vai trò "làm chứng về tấm lòng của một con người, về vận hội của một đất nước.
Về đóng góp cho văn học Việt, ông đã để lại một lối văn mang phong cách "chính luận - trữ tình": vừa phải đảm bảo sự chặt chẽ, sắt bén, khúc chiết trong phân tích (chịu ảnh hưởng khá rõ tư duy lôgic phương Tây); nhưng cũng vừa thấm đẫm cảm hứng trữ tình của tác giả (vì ông phơi trải hết lòng mình), nên có sức thuyết rất mạnh. Ngoài ra, ông còn để lại một số di cảo thơ. Nhìn chung thơ ông mang phong cách trữ tình khoáng đạt, và có thể chia thành hai mảng: những bài "tức cảnh, sinh tình" và những bài "Ngôn chí, tự tình"...
Trích thêm ý kiến của nhà nghiên cứu Trần Bạch Đằng:
...Tôi không đi vào khía cạnh "đổi mới tư duy" mà ông kiên trì, tôi chỉ muốn nhấn mạnh những kiến nghị vì lợi ích của đất nước, mà với tư cách một tín đồ đạo Công giáo đang bị Triều đình ngược đãi, dân chúng nghi kỵ, ông không ngần ngại trình bày, hy vọng nhà vua đảo ngược thế cờ, chuyển nguy thành an, chuyển yếu thành mạnh, chuyển lạc hậu thành tiên tiến cho cả quốc gia, bấy giờ, đứng trước khả năng sụp đổ không phải khó thấy.
Nguyễn Trường Tộ là một trí thức - theo nghĩa gần với hiện đại. Phân tích kỹ các "điều trần", chúng ta dễ dàng phát hiện tính "không tưởng" ở một số chủ trương của Nguyễn Trường Tộ - Ông nóng vội và nhất là ông không biết cơ chế của triều Tự Đức không bao giờ cho phép suy nghĩ của ông trở thành hiện thực bởi chúng đụng đến bức tường lạc hậu kinh khủng về học vấn, về khoa học, sự mụ mẫm trong đầu các quan lại cao cấp, kể cả đấng chí tôn - nhưng ông vẫn không mệt mỏi. Tấm lòng yêu nước thúc đẩy ông. Ta quý Nguyễn Trường Tộ ở chỗ đó...
Và của GS. Nguyễn Hữu Tá:
...Ở tuổi 30, Nguyễn Trường Tộ đã có một vốn kiến thức rộng và sâu cả về phương diện chính trị, kinh tế, văn hóa, khoa học kỹ thuật. Với tiềm lực chất xám rất quý như thế, nếu ông được tin dùng, được tạo điều kiện để hoạt động, tình thế có thể sẽ rất khác. Bi kịch của Nguyễn Trường Tộ, ngẫm ra là một nghịch lý khó tin nhưng có thật. Yêu nước nhưng không được giúp nước vượt qua đại họa ngoại xâm; thực sự có tài năng xuất chúng nhưng vấp phải vật cản quá lớn – sự trì trệ bảo thủ, dị ứng với chủ trương duy tân, tự cường của triều đình Tự Đức và sự nghi ngờ dai dẳng của họ với những người tin theo Công giáo.
Bi kịch lớn lao ấy bình thường ra có thể nhấn sâu những con người nặng lòng với đất nước vào tình trạng trầm cảm, u uất, bế tắc. Nhưng với Nguyễn Trường Tộ thì không. Ông đã bộc lộ một phẩm chất đáng tôn trọng: sự kiên trì nhẫn nại – nhẫn nại đến mức phi thường. Trong vòng 10 năm (1861 – 1871), Nguyễn Trường Tộ liên tục gửi đến vua Tự Đức và triều đình Huế rất nhiều bản điều trần. Riêng Linh mục Trương Bá Cần đã tập hợp được 58 bản và công bố trong tập Nguyễn Trường Tộ – con người và di thảo. Gửi mà không có hồi âm, nhưng lại tiếp tục gửi nữa. Đề tài không lặp lại, nội dung hết sức phong phú đề cập đến hầu hết những vấn đề chiến lược ở tầm "quốc sách"...
Để vinh danh Nguyễn Trường Tộ, tên ông được đặt cho nhiều trường học và đường phố tại Việt Nam.

## Văn Nguyễn Trường Tộ
Giới thiệu hai đoạn văn, để hiểu phần nào lối văn nghị luận và tấm lòng yêu nước của ông.
- Trần tình (trích):

...Vì tôi là kẻ tự biết rõ mình, thấy mình một cách chính xác, bao nhiêu những việc thế tình nham hiểm, hoạn hải ba đào không việc gì không biết nên mới cam tâm chịu ba tội ấy (tức là tội thân phận hèn mọn dám nói việc cao xa, tội "ở trong vòng của quân địch mà lại ôchí khác" và tội bị nghi kị mà vẫn hiến dâng ý kiến) chuốc lấy mối lo không phải phận sự của mình, ôm lấy những việc khó làm, chỉ đó mới có thể giữ được. Người xưa xét người không xét ở thành bại mà xét ở chỗ có hay không có tấm lòng. Có lòng mà gặp thời đắc dụng là điều may. Có lòng mà gặp thời không tốt, đến phải cô quạnh không chỗ nương thân lại còn mắc tội là điều rất không may. Nhưng nếu lấy điều khoan dung nhân hậu mà xét, thì nhìn vào lầm lỗi của một người có thể biết được lòng nhân hậu của người đó. Huống chi tôi nay như con cá voi ở giữa bể, trong gia đình không hệ luỵ vợ con, ngoài xã hội không lo bị cấm chế, thế mà biết nhớ về cố đô căm giận quân thù (…) việc đời được mất vinh nhục tôi đều xem như ngoại vật, chỉ cần bảo toàn lấy cái điều rất quý ở nơi mình là đủ rồi, nhưng thấy người có việc bất bình cũng phải tuốt gươm cứu giúp, mà bản tâm không mong người báo ơn. Chỉ khi nào không mong người báo đáp, người ta mới làm được những việc phi thường, khẳng khái. Tôi xin dâng mấy bài "Thiên hạ phân hợp đại thế luận", "Tế cấp luận", "Giáo môn luận"… để cho ngụm nước nơi vũng chân trâu nhờ sông ngòi có thể chảy thấu ra biển cả. Được thế thì nước đổ qua trăm dặm may ra có thể giúp ích được ít nhiều. Như thế, tôi dẫu chết vùi nơi nơi chốn mường mọi cũng tỏ được tấm lòng không quên nguồn gốc...
- Thiên hạ đại thế luận (trích):

...Hiện nay tình hình trong nước rối loạn... tiền của sức lực của dân đã kiệt quệ, việc cung ứng cho quân binh đã mệt mỏi, trong Triều đình quần thần chỉ làm trò hề cho vui lòng vua, che đậy những việc hư hỏng trong nước, ngăn chặn những bậc hiền tài, chia đảng lập phái khuynh loát nhau, những việc như vậy cũng đã nhiều; ngoài các tỉnh thì quan tham lại nhũng xưng hùng xưng bá tác phúc tác oai, áp bức tàn nhẫn kẻ cô thế, bòn rút mỡ dân, đục khoét tuỷ nước, việc đó đã xảy ra từ lâu rồi. Những kẻ hận đời ghét kẻ gian tà, những kẻ thất chí vong mạng, phần nhiều ẩn núp nơi thao dã, chính là lúc Thắng, Quảng sẽ thừa cơ nổi dậy. Thế mà sao đối ngoại thì không có cách nào để động đến một mảy may lông của quân Pháp, cũng chẳng thuyết phục được ai để giải vây cho, lại đi tàn sát dân mình, giận cá chém thớt, khiến cho dân bị cái hại "cháy nhà vạ lây". Thật đúng như câu nói: "đào ao đuổi cá", "nối giáo cho giặc". Cây cối trước hết tự nó hủ mục sau mới bị sâu đục; nước mình trước hết không biết tự giữ thể diện thì người ta mới khinh mình; dân loạn bên trong, rồi kẻ địch mới nhân đó mà vào. Như thế loạn không phải chỉ từ bên ngoài mà ở ngay trong nước vậy. Than ôi! Dân chúng phụng sự quan trên, đóng thuế nạp tô, để mong được sống yên thân, thế mà bây giờ lại lấy những thứ nuôi sống người đó để làm hại người, nỡ khiến dân chúng vấp phải họa binh đao, nỡ tranh giành cái nhỏ mà bỏ cái lớn, cũng như muốn bảo tồn cành lá mà lại đem đẵn cả cội gốc. Cho nên mới nói: không sợ thế giặc ngang tàng mà sợ lòng người rời rạc. Lòng người đã rời rạc, đã muốn chóng mất, thì dù có thành trì bằng kim loại, có ao nước sôi cũng phải bỏ mà chạy, ai ở đó chịu chết mà giữ cho!...

## Sách tham khảo
- Trương Bá Cần, Nguyễn Trường Tộ – con người và di thảo. Nhà xuất bản TP. Hồ Chí Minh, 2002.
- Nguyễn Huệ Chi, mục từ: "Nguyễn Trường Tộ" trong Từ điển văn học (bộ mới). Nhà xuất bản Thế giới, 2004.
- Nguyễn Q. Thắng - Nguyễn Bá Thế, Từ điển nhân vật lịch sử Việt Nam. Nhà xuất bản Khoa học xã hội, 1992.
- Trịnh Vân Thanh, Thành ngữ-Điển tích-Danh nhân từ điển (quyển 2). Nhà xuất bản Hồng Thiêng, Sài Gòn, 1967.
- Nhóm Nhân văn Trẻ, Hỏi đáp lịch sử Việt Nam (tập 4). Nhà xuất bản Trẻ, 2007.